# Бояджиу, Никола
Никола Бояджиу (алб. Nikollë Bojaxhiu; 1879, Призрен — 1919, Скопье, Скопский округ) — албанский бизнесмен, благотворитель, политик и отец римско-католической монахини и миссионерки матери Терезы. Его компания построила первый театр в Скопье и участвовала в строительстве железнодорожной линии, которая соединила Косово со Скопье — проект, который он лично финансировал.
Будучи активным борцом за права албанцев, Бояджиу также был единственным католиком, избранным в городской совет Скопье. Он скончался в 1919 году при невыясненных обстоятельствах, что породило слухи об его отравлении сербскими агентами.

## Биография
Никола Бояджиу родился в семье Лазаря и Чили Бояджиу, этнических косовских албанцев, в 1874 году в городе Призрен. После 1900 года Никола перебрался в Ускюп (в то время административный центр Косовского вилайета, нынешний Скопье, столица Северной Македонии). Там он первоначально работал фармацевтом, затем став совладельцем строительной компании. Бояджиу владел несколькими языками помимо албанского: французским, итальянским, болгарским, сербохорватским и турецким. В начале 1900-х годов он женился на Дранафиле Бернаи. В их браке родилось трое детей: Ага (в 1905 году), Лазар (в 1908 году) и Агнес (в 1910 году). Самый младшмй ребёнок стал впоследствии известен всему миру как Мать Тереза. Компания Николле Бояджиу возвела первый в Скопье театр и часть железнодорожной линии, связавшей город с Косово. Он также был владельцем оптовой продовольственной компании и единственным римско-католическим членом городского совета Скопье.
28 ноября 1912 года, в день провозглашения независимости Албании, Бояджиу организовал встречу, на которой среди прочих присутствовали Байрам Цурри и Хасан Приштина. После вхождения Скопье в состав Сербии Бояджиу участвовал в деятельности различных политических организаций, боровшихся за права албанцев. Он умер в 1919 году, спустя несколько часов после возвращения с политического митинга в Белграде. Распространённой стала версия о том, что Бояджиу был отравлен сербскими агентами, место, цель и участники встречи с которыми остаются невыясненными. Его сын Лазарь считал версию об отравлении достоверной, в то время как Мать Тереза назвала её неподтверждённой.
На похоронах Николы Бояджиу присутствовало большое количество людей и представителей всех религиозных общин Скопье. В его честь в этот день всем школьникам были розданы памятные носовые платки, а ювелирные магазины оставались закрытыми. После его смерти его партнер по строительной компании присвоил себе все активы их совместных компаний, ничего не оставив вдове и детям Бояджиу.